# Џозеф Укел
Џозеф Укел Абанго (енгл. Joseph Ukel Abango) је министар за високо образовање, науку и технологију у Влади Јужног Судана. На позицију је постављен 10. јула 2011. од стране председника државе и премијера Салве Кира Мајардита. Мандат министра је у трајању од пет година. Претходно је обављао исту функцију у Влади Аутономног региона Јужни Судан од 2005. до 2010. године.